# Battaglia di Forum Gallorum
La battaglia di Forum Gallorum si svolse il 14 aprile 43 a.C. nel corso della cosiddetta guerra di Modena, tra le truppe fedeli al Senato dei consoli Gaio Vibio Pansa e Aulo Irzio, appoggiate dalle legioni di Cesare Ottaviano, e le legioni cesariane di Marco Antonio.
La battaglia, aspra e sanguinosa, iniziò con la vittoria delle legioni di Marco Antonio nel primo scontro con Vibio Pansa che rimase mortalmente ferito; l'arrivo dei rinforzi di Aulo Irzio permise di capovolgere le sorti della battaglia che si concluse con la ritirata degli antoniani.
Dopo la vittoria sulle forze di Marco Antonio, Marco Tullio Cicerone, accanito avversario della fazione antoniana, pronunciò in Senato la XIV Filippica, esaltando il successo e lodando i due consoli e il giovane Cesare Ottaviano. In realtà la battaglia non fu decisiva e fu seguita dopo una settimana dalla battaglia di Modena che costrinse Antonio a rinunciare all'assedio della città e ripiegare verso ovest lungo la via Emilia.

## La guerra di Modena
Il console cesariano Marco Antonio dopo un breve periodo di predominio politico a Roma subito dopo il cesaricidio, aveva perso progressivamente potere a partire dall'estate del 44 a.C. a causa della crescente popolarità tra i veterani e la fazione cesariana del giovane erede del dittatore Cesare Ottaviano e della ricostituzione di una fazione senatoria pompeiana guidata a Marco Tullio Cicerone; la coalizione contro Marco Antonio appoggiava anche alcuni cesaricidi, tra cui Decimo Giunio Bruto che aveva assunto nell'aprile 44 a.C. il controllo della Gallia Cisalpina con tre legioni.

Mappa con i percorsi delle varie legioni durante la guerra di Modena.

Il 1º o 2 giugno del 44 a.C. Antonio aveva fatto votare una legge in forza della quale egli, alla scadenza del consolato, avrebbe assunto il governo della Gallia Cisalpina al posto di Decimo Bruto, invece di quello sulla Macedonia, alla quale era destinato come proconsole. Decimo Bruto rifiutò di aderire alle richieste del console e iniziò una tattica ostruzionistica per guadagnare tempo; nello stesso momento la situazione a Roma diveniva più difficile per Marco Antonio: Ottaviano guadagnava consensi, il Senato si mostrava ostile, due delle sue migliori legioni defezionarono e, nonostante gli appelli e le punizioni di Antonio, passarono nel campo del giovane erede di Cesare. Il 28 novembre 44 a.C. Marco Antonio decise di prendere l'iniziativa e, con le quattro legioni rimaste fedeli, marciò rapidamente a nord contro Decimo Bruto che alla fine dell'anno venne stretto d'assedio a Modena.
Il 1º gennaio 43 a.C. i cesariani moderati Aulo Irzio e Gaio Vibio Pansa divennero consoli e da quel momento, soprattutto grazie alla campagna propagandistica di Cicerone con le sue Filippiche, si costituì e rafforzò l'eterogenea coalizione contro Antonio. Cicerone riuscì durante la seduta del Senato a legalizzare le azioni e l'esercito di veterani raccolto da Cesare Ottaviano ad Arezzo; il giovane ricevette il rango di propretore e il compito di marciare contro Antonio. Fu inviata una delegazione di tre senatori per cercare un accordo con Antonio che nel frattempo continuava l'assedio di Decimo Bruto a Modena, ma contemporaneamente furono costituite nuove legioni di reclute per la guerra; Aulo Irzio era malato e poco desideroso di uno scontro fratricida, ma partì ugualmente per Arezzo per assumere il comando; ricongiuntosi con Ottaviano raggiunse con le truppe di quest'ultimo Rimini. All'inizio di febbraio 43 a.C. ritornò a Roma la delegazione inviata a Modena per trattare; le proposte di accordo di Antonio furono ritenute dal Senato inaccettabili e, su pressione di Cicerone, venne decretato lo stato di guerra e venne votato un ultimatum; i due consoli ricevettero l'incarico di muovere guerra in accordo con il propretore Ottaviano. Ogni spazio per la trattativa sembrava ormai esaurito; la fazione cesariana era lacerata da profondi contrasti come risulta testimoniato da una lettera sarcastica e minacciosa di Marco Antonio a Irzio e Ottaviano, letta da Cicerone in Senato, e datata 15 marzo del 43 a.C..
Nel febbraio 43 a.C. il console Irzio e il propretore Cesare Ottaviano mossero in direzione di Modena con le loro legioni; da Rimini valicarono l'Appennino e giunsero a Forum Cornelii; le avanguardie di Antonio furono facilmente respinte e venne occupata Claterna.

## La battaglia

### I piani di Marco Antonio
All'inizio di marzo 43 a.C. Irzio e Ottaviano ripresero l'avanzata lungo la via Emilia e raggiunsero Bononia; Marco Antonio preferì ripiegare ancora; egli per il momento cercò soprattutto di rafforzare il fronte d'accerchiamento intorno a Modena per mettere in difficoltà Decimo Bruto. In realtà neppure Irzio e Ottaviano erano alla ricerca di una battaglia immediata; essi disponevano delle due legioni cesariane che avevano abbandonato Antonio e di tre legioni di veterani richiamati raccolte da Ottaviano in Campania, ma per il momento erano in attesa dell'altro console Vibio Pansa che, partito da Roma il 19 marzo, stava risalendo l'Italia centrale lungo la via Cassia con quattro legioni di reclute mobilitate in fretta da gennaio 43 a.C..
Marco Antonio era informato dell'avvicinamento e della imminente concentrazione dei suoi nemici; egli intendeva prendere l'iniziativa e passare all'attacco al più presto; in un primo tempo Antonio cercò di affrettare la battaglia e ottenere una vittoria decisiva contro le forze di Irzio e Ottaviano. Egli, dopo aver lasciato una parte delle truppe a tenere a bada Decimo Bruto a Modena, si portò con il grosso delle sue forze, costituito da quattro legioni veterane e da cospicui contingenti di cavalleria, vicino al campo dei due avversari infastidendoli con continui attacchi locali; Irzio e Ottaviano tuttavia non si mossero dal loro campo in attesa dell'arrivo di Pansa.

Mappa della battaglia di Forum Gallorum.

Marco Antonio decise quindi un nuovo piano: avendo appreso dell'arrivo lungo la via Emilia da Bonomia delle legioni di reclute di Vibio Pansa, egli pensò di poterle attaccare e distruggere facilmente con i suoi veterani; contava anche sull'arrivo di tre legioni da sud reclutate dal suo abile luogotenente Publio Ventidio Basso tra i veterani cesariani stabiliti nel Piceno. Antonio decise di lasciare indietro una parte delle sue forze al comando del fratello Lucio Antonio per controllare Decimo Bruto, e impegnare Irzio e Ottaviano con un finto attacco al loro accampamento, mentre con le legioni migliori si mosse in segreto di notte per marciare contro le truppe di Pansa.
A causa del terreno irregolare e paludoso nelle vicinanze di Forum Gallorum attraverso il quale avrebbero dovuto passare gli avversari, Marco Antonio non poteva impiegare la sua ottima cavalleria ma decise ugualmente di attaccare appostando nelle paludi le sue due migliori legioni di veterani (la II Gallica e la XXXV) e schierando lungo la strada maestra (Via Emilia) che attraversava il terreno acquitrinoso la sua coorte pretoria e quella di Marco Giunio Silano. I legionari furono schierati al riparo dei canneti delle paludi nel punto in cui la strada maestra era più angusta; reparti di cavalleria e fanteria leggera mossero in avanti lungo la via Emilia per molestare le truppe di Pansa e attirarle nella trappola.
Cesare Ottaviano e Aulo Irzio avevano atteso l'arrivo delle legioni di Vibio Pansa prima di attaccare le forze di Marco Antonio; quando seppero dell'avvicinamento delle quattro legioni del secondo console, fecero muovere loro incontro il legato Servio Sulpicio Galba, uno dei cesaricidi, con i veterani cesariani della legione Martia guidata dall'energico Decimo Carfuleno e le coorti pretorie personali di Cesare Ottaviano e Aulo Irzio. Carfuleno e Galba si mossero nel buio verso est lungo la via Emilia e attraversarono Forum Gallorum; Pansa e Carfuleno si congiunsero nella notte del 14 aprile 43 a.C. e all'alba iniziarono la marcia lungo la strada con la combattiva legione Martia, cinque coorti di reclute e le coorti pretorie di Cesare Ottaviano e Irzio; sui due lati nelle paludi vennero individuati i primi segni del nemico, quindi apparve la coorte pretoria di Antonio a sbarrare la strada maestra.

### Battaglia nelle paludi
La legione Martia e le reclute di Vibio Pansa si trovarono improvvisamente minacciate di fronte e di fianco dalle legioni di Antonio; i legionari esperti non persero la loro coesione, al contrario accettarono il combattimento dopo aver fatto ripiegare indietro le coorti di reclute ritenute inidonee al combattimento e di intralcio per i veterani cesariani della Martia. Mentre le coorti pretorie di Antonio e di Cesare Ottaviano si battevano accanitamente lungo la strada maestra, i veterani della Martia si divisero in due parti e, al comando di Pansa e Carfuleno, scesero nelle paludi per affrontare la battaglia. Nel terreno paludoso a destra della via Emilia si schierarono otto coorti della Legione Martia guidate da Carfuleno, mentre nelle paludi a sinistra della strada il console Pansa controllava le altre due coorti della legione rinforzate dalla coorte pretoria di Aulo Irzio; i veterani di Marco Antonio attaccarono con la legione XXXV contro le otto coorti della Martia mentre l'intera legione II mosse contro le due coorti al comando di Vibio Pansa a sinistra della via Emilia.

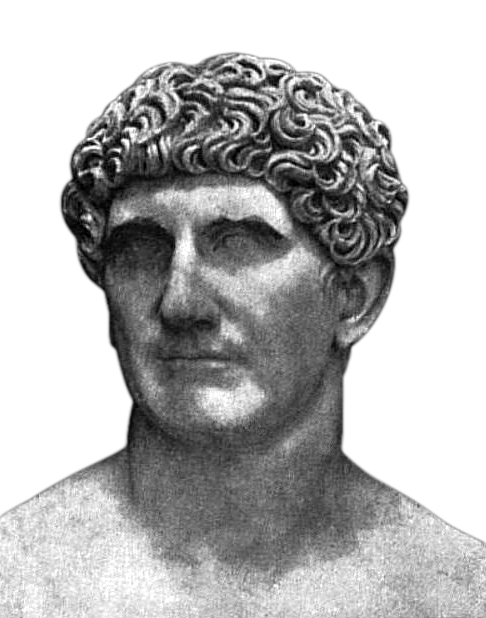
Marco Antonio.

I combattimenti tra i veterani cesariani delle due parti furono drammatici e particolarmente sanguinosi; Appiano descrive nella sua opera storica il particolare accanimento delle due parti impegnate in una lotta fratricida. I cesariani di Marco Antonio erano infuriati per il tradimento dei legionari della Martia mentre questi ultimi volevano vendicarsi per le punizioni e le decimazioni disciplinari subite a Brindisi. Entrambe le parti credevano di poter ottenere la vittoria decisiva, l'orgoglio militaresco dei veterani accentuava l'accanimento della lotta.
Lo scontro tra i veterani cesariani delle due parti si svolse in un cupo silenzio: i legionari si battevano senza emettere grida di battaglia o esortazioni, corpo a corpo con un urto frontale di masse compatte in mezzo alle paludi e ai valloni. La carneficina fratricida dei legionari continuò interrotta solo da brevi pause utilizzate per serrare gli schieramenti. I veterani conoscevano bene il loro compito; senza bisogno di incoraggiamenti, continuarono la lotta ravvicinata con tenacia e ostinazione; il massacro reciproco all'arma bianca impressionò le inesperte reclute di Pansa che osservavano sconvolti la micidiale e silenziosa azione degli esperti legionari cesariani dei due campi.
L'accanita e feroce battaglia tra i veterani proseguì nelle paludi inizialmente senza risultati decisivi; sull'ala destra le otto coorti della Legione Martia al comando di Decimo Carfuleno riuscirono lentamente a guadagnare terreno mentre gli antoniani della Legione XXXV cedettero progressivamente pur mantenendo l'ordine della ritirata e la coesione dello schieramento. Sull'ala sinistra invece le altre due coorti della Martia e la coorte pretoria di Irzio dopo aver resistito tenacemente sotto il comando del console Vibio Pansa, all'intera Legione II di Marco Antonio iniziarono progressivamente a ripiegare. L'andamento della battaglia alla fine volse a favore delle legioni antoniane: al centro lungo la via Emilia le coorti pretorie di Antonio e Silano sopraffecero dopo un brutale scontro la coorte pretoria di Cesare Ottaviano che venne completamente distrutta.
Nelle paludi a destra della strada maestra, i legionari della Martia, che erano avanzati isolatamente di circa 500 passi, furono minacciati dalla cavalleria mauritana di Antonio; Decimo Carfuleno era caduto mortalmente ferito e i veterani iniziarono a tornare indietro pur riuscendo a contenere gli assalti dei cavalieri; gli esausti legionari della XXXV legione antoniana inizialmente non inseguirono i nemici. Nelle paludi a sinistra della via Emilia il grave ferimento del console Vibio Pansa, che mentre combatteva in linea era stato colpito da un giavellotto, scosse le due coorti della Legione Martia; mentre il console ferito era trasferito a Bononia, i veterani antoniani della Legione II finalmente volsero in fuga le due coorti che ora iniziarono a ripiegare in modo meno organizzato favorendo il panico nei ranghi dei reparti di reclute di Pansa che fino a quel momento erano rimaste lontano dalla battaglia. Il console aveva fatto muovere in aiuto due legioni di reclute mentre le altre due erano rimaste nell'accampamento, ma alla vista dell'apparente cedimento dei veterani della Martia, le reclute si disgregarono e ripiegarono in disordine all'interno del campo.
I legionari di Marco Antonio inseguirono da vicino il nemico in rotta e inflissero pesanti perdite ai veterani e alle reclute del console che furono costretti a rifugiarsi nell'accampamento; i combattivi e tenaci superstiti della legione Martia in realtà rimasero all'esterno del campo e con la loro presenza indussero i legionari antoniani a desistere da ulteriori attacchi. I resti delle legioni senatorie erano praticamente bloccate dentro gli accampamenti e i veterani antoniani avrebbero verosimilmente potuto costringerli alla resa in caso di assedio prolungato, ma Marco Antonio era preoccupato a causa della perdita di tempo, egli temeva che la situazione si deteriorasse a Modena in caso di attacco delle legioni di Irzio e Ottaviano, quindi ritenne di non poter rimanere ancora sul campo di battaglia e decise di ritornare con le sue forze verso la città. Nel pomeriggio le due legioni di Antonio apparentemente vittoriose iniziarono a ritornare verso ovest lungo la via Emilia in direzione di Modena dopo aver conseguito un brillante successo; i soldati erano stanchi ma euforici per la vittoria.

### Seconda fase della battaglia
Vibio Pansa, mentre si portava con le sue reclute sul campo di battaglia nelle paludi di Forum Gallorum dove sarebbe stato più tardi gravemente ferito, aveva anche inviato contemporaneamente messaggeri all'altro console Aulo Irzio per informarlo dell'inattesa battaglia con gli antoniani e della difficile situazione. Irzio si trovava a circa sessanta stadi dal campo di battaglia; egli decise subito di mettersi in marcia per soccorrere Pansa con la Legione IIII Macedonica, l'altra legione cesariana che aveva defezionato a Brindisi. Queste truppe fresche si mossero rapidamente e nel tardo pomeriggio del 14 aprile 43 a.C. entrarono inaspettatamente in contatto con le legioni di Marco Antonio che, esauste dopo la dura battaglia, marciavano in direzione di Modena senza ordine e senza curarsi di possibili minacce.
La legione IIII Macedonica guidata da Aulo Irzio, esperta e riposata, passò all'attacco in formazione serrata contro le truppe disordinate e stanche di Antonio reduci dalla lunga e dura giornata di combattimenti; nonostante i tentativi di resistenza ed episodi di valore, le legioni antoniane non furono in grado di fronteggiare l'assalto, subirono forti perdite e si disgregarono sotto gli attacchi dei veterani cesariani di Irzio. Gli antoniani ripiegarono in rotta disperdendosi nelle paludi e nei boschi vicini; caddero in mano dei nemici due aquile e sessanta insegne. Solo con grande difficoltà Marco Antonio poté raggruppare i superstiti con l'aiuto della cavalleria che durante la notte riuscì a riportare i soldati in salvo negli accampamenti nei pressi di Modena. Aulo Irzio, ostacolato dall'oscurità e temendo insidie da parte del pericoloso avversario, preferì non inseguire da vicino le legioni antoniane sconfitte. In questo modo ebbe termine la lunga battaglia di Forum Gallorum; le paludi erano ricoperte di armi, panoplie, resti di cavalli, cadaveri di legionari delle due parti periti negli alterni combattimenti.
Il ruolo diretto di Cesare Ottaviano durante la giornata di battaglia del 14 aprile 43 a.C. era stato minimo; il propretore rimase fermo con le altre tre legioni disponibili negli accampamenti e fu impegnato a controllare e respingere i deboli attacchi di diversione portati da Lucio Antonio secondo i piani originari del fratello. Nonostante il suo ruolo minore anch'egli, come i due consoli Irzio e Pansa, venne acclamato sul campo dalle truppe imperator.

## Bilancio e conseguenze
La battaglia di Forum Gallorum si concluse senza una reale vittoria decisiva per una delle due parti; tuttavia alla fine della giornata l'audace piano di Marco Antonio era fallito e le forze senatorie dei due consoli avevano rovesciato l'esito disastroso dello scontro iniziale grazie al contributo decisivo delle legioni cesariane fedeli a Cesare Ottaviano, le famose "legioni celesti" esaltate da Cicerone. I combattimenti peraltro furono estremamente accaniti e sanguinosi. Secondo Appiano oltre metà delle forze di Vibio Pansa e l'intera coorte pretoria di Ottaviano furono distrutte dai veterani antoniani nella prima fase; a loro volta questi ultimi vennero decimati perdendo metà delle loro forze prima di trovare scampo negli accampamenti intorno a Modena; le perdite della legione di Aulo Irzio intervenuta nella seconda fase furono invece leggere.

Busto di giovane Cesare Ottaviano, I secolo a.C., museo archeologico di Aquileia

Le prime notizie che giunsero a Roma della battaglia erano incerte e provocarono dubbi e costernazione tra i senatori repubblicani, raggruppati intorno a Cicerone; la lettera inviata da Aulo Irzio con le notizie della sofferta vittoria e un resoconto diretto di Servio Sulpicio Galba, indirizzato personalmente a Cicerone, rasserenarono gli animi e suscitarono l'euforia nel campo senatorio nemico di Antonio. Dopo alcuni giorni, il 21 aprile 43 a.C., Cicerone pronunciò in Senato la trionfalistica XIV Filippica in cui esaltava la vittoria, proponeva addirittura cinquanta giorni di ringraziamenti pubblici, e lodava soprattutto i due consoli Aulo Irzio e Vibio Pansa, sminuendo invece in parte il contributo di Cesare Ottaviano. Durante la seduta Cicerone diede anche la notizia del ferimento di Vibio Pansa che tuttavia non sembrava in pericolo di vita; la mattina del 23 aprile invece il console morì in circostanze mai completamente chiarite; il medico Glicone venne accusato di aver avvelenato Pansa e temporaneamente arrestato. Si diffusero voci, riprese in seguito da alcuni storici antichi come Svetonio e Tacito, di una responsabilità diretta di Ottaviano nella morte repentina del console le cui condizioni non erano sembrate gravi.
Il 21 aprile 43 a.C., mentre Cicerone pronunciava la sua ultima invettiva contro Antonio, era in corso alle porte di Modena una nuova, aspra battaglia che avrebbe deciso le sorti della breve "guerra di Modena" con la vittoria dell'alleanza tra i repubblicani e i cesariani di Ottaviano, la morte anche dell'altro console Irzio e la ritirata definitiva di Marco Antonio con la conseguente fine dell'assedio di Decimo Bruto. La vittoria senatoria si sarebbe peraltro dimostrata effimera; ben presto Cesare Ottaviano, rimasto solo al comando dopo la provvidenziale ma sospetta morte dei due consoli, avrebbe rotto l'alleanza con la fazione senatoria ciceroniana effettuando un clamoroso ribaltamento di alleanze e concludendo il secondo triumvirato con Marco Antonio e Marco Emilio Lepido.

### Fonti antiche
- (GRC) Appiano di Alessandria, Historia Romana (Ῥωμαϊκά), Guerre civili, libro III. Versione in inglese qui Archiviato il 20 novembre 2015 in Internet Archive..
- (GRC) Cassio Dione Cocceiano, Historia Romana, libro XXXXVI.  Versione in inglese qui.
- (LA) Pseudo-Cesare, Bellum Alexandrinum.
- (LA) Marco Tullio Cicerone, Philippicae, XIV.
- (LA) Gaio Svetonio Tranquillo, De vita caesarum, Augustus.
- (LA) Publio Cornelio Tacito, Annales, libro I.

### Fonti Moderne
Fonti storiografiche moderne
- Luciano Canfora, La prima marcia su Roma, Bari, Editori Laterza, 2007, ISBN 978-88-420-8970-4.
- Ross Cowan, Roman Battle Tactics 109BC-AD313, London, Osprey, 2007, ISBN 978-1-84603-184-7.
- Guglielmo Ferrero, Grandezza e decadenza di Roma. Volume III: da Cesare a Augusto, Cernusco sul Naviglio, Garzanti, 1946, ISBN non esistente.
- Ronald Syme, La rivoluzione romana, Torino, Einaudi, 2014, ISBN 978-88-06-22163-8.